# Haltérophilie aux Jeux olympiques d'été de 2016 - Moins de 48 kg femmes
Navigation
Londres 2012 Tokyo 2020
L'épreuve des moins de 48 kg en haltérophilie des Jeux olympiques d'été de 2012 a lieu le 6 août 2016 au Riocentro de Rio de Janeiro.

## Programme
Heure de Rio (UTC−03:00)
| Date        | Horaire | Épreuve  |
| ----------- | ------- | -------- |
| 6 août 2016 | 19 h 00 | Groupe A |

## Records
Avant la compétition, les records du monde et olympiques sont les suivants.
| Record du monde  | Arraché     | Yang Lian     | Chine   | 98 kg  | Saint-Domingue, République dominicaine | 1er octobre 2006  |
| Record du monde  | Épaulé-jeté | Nurcan Taylan | Turquie | 121 kg | Antalya, Turquie                       | 17 septembre 2010 |
| Record du monde  | Total       | Yang Lian     | Chine   | 217 kg | Saint-Domingue, République dominicaine | 1er octobre 2006  |
| Record olympique | Arraché     | Nurcan Taylan | Turquie | 97 kg  | Athènes, Grèce                         | 14 août 2004      |
| Record olympique | Épaulé-jeté | Chen Xiexia   | Chine   | 117 kg | Pékin, Chine                           | 9 août 2008       |
| Record olympique | Total       | Chen Xiexia   | Chine   | 212 kg | Pékin, Chine                           | 9 août 2008       |

## Résultats
| Rang               | Athlète               | Pays                   | Groupe | Poids | Arraché (kg) | Arraché (kg) | Arraché (kg) | Arraché (kg) | Épaulé-jeté (kg) | Épaulé-jeté (kg) | Épaulé-jeté (kg) | Épaulé-jeté (kg) | Total |
| Rang               | Athlète               | Pays                   | Groupe | Poids | 1            | 2            | 3            | Résultat     | 1                | 2                | 3                | Résultat         | Total |
| ------------------ | --------------------- | ---------------------- | ------ | ----- | ------------ | ------------ | ------------ | ------------ | ---------------- | ---------------- | ---------------- | ---------------- | ----- |
| Médaille d'or      | Sopita Tanasan        | Thaïlande              | A      | 47,91 | 88           | 90           | 92           | 92           | 106              | 108              | 110              | 108              | 200   |
| Médaille d'argent  | Sri Wahyuni Agustiani | Indonésie              | A      | 47,25 | 82           | 85           | 87           | 85           | 107              | 115              | 115              | 107              | 192   |
| Médaille de bronze | Hiromi Miyake         | Japon                  | A      | 47,95 | 81           | 81           | 81           | 81           | 105              | 107              | 107              | 107              | 188   |
| 4                  | Beatriz Pirón         | République dominicaine | A      | 47,50 | 85           | 87           | 87           | 85           | 102              | 105              | 105              | 102              | 187   |
| 5                  | Margarita Yelisseyeva | Kazakhstan             | A      | 47.72 | 80           | 84           | 84           | 80           | 103              | 106              | 106              | 106              | 186   |
| 6                  | Morghan King          | États-Unis             | A      | 47.79 | 80           | 82           | 83           | 83           | 100              | 103              | 103              | 100              | 183   |
| 7                  | Chen Wei-ling         | Taipei chinois         | A      | 47.13 | 75           | 79           | 81           | 81           | 99               | 100              | 100              | 100              | 181   |
| 8                  | Iuliia Paratova       | Ukraine                | A      | 47.74 | 84           | 86           | 86           | 84           | 95               | 95               | 98               | 95               | 179   |
| 9                  | Roilya Ranaivosoa     | Maurice                | A      | 47.90 | 73           | 78           | 80           | 80           | 93               | 98               | 100              | 93               | 173   |
| 10                 | Zhanyl Okoeva         | Kirghizistan           | A      | 47.56 | 68           | 72           | 75           | 72           | 92               | 97               | 101              | 97               | 169   |
| —                  | Saikhom Mirabai Chanu | Inde                   | A      | 47.77 | 82           | 82           | 84           | 82           | 104              | 106              | 106              | —                | —     |
| —                  | Vương Thị Huyền       | Viêt Nam               | A      | 47.84 | 83           | 84           | 84           | —            | —                | —                | —                | —                | —     |